# Get Carter (película de 2000)
Get Carter (o El implacable) es una película de acción estadounidense del año 2000 dirigida por Stephen Kay y protagonizada por Sylvester Stallone, Miranda Richardson, Rachael Leigh Cook, Alan Cumming, Mickey Rourke, John C. McGinley, Michael Caine y Rhona Mitra. Se trata de un remake de la película homónima de 1971, también protagonizada por Caine.
La película se estrenó en los Estados Unidos el 6 de octubre de 2000. La reacción crítica fue negativa, y la cinta fracasó en taquilla, con ganancias mundiales de aproximadamente 19 millones de dólares contra un presupuesto de producción de casi 64 millones de dólares.

## Sinopsis
Jack Carter es un asesino a sueldo que trabaja en Las Vegas. Se encarga de ajustar las cuentas de sus clientes y por lo regular sus métodos son sumamente violentos. Jack  regresa a su hogar en Seattle después de enterarse de que su hermano, Ritchie, murió en un accidente por conducir ebrio. Su compañero, Con McCarty, lo cubre con su jefe de la mafia, Fletcher, cuya novia Audrey está teniendo una aventura con Jack.
En el funeral de su hermano, Jack conoce a su sobrina, Doreen y a Eddie, un amigo y compañero de trabajo de Ritchie. Ambos le dicen a Jack que Ritchie rara vez bebía y que nunca habría conducido intoxicado; Eddie también dice que Ritchie no estaría involucrado en ninguna actividad ilícita, como así tampoco tener problemas con alguna persona. Jack también habla con una mujer, Geraldine, que es evasiva y críptica sobre su relación con Ritchie. En el cementerio, Jack continúa interrogando a los dolientes sobre lo que le sucedió a su hermano, provocando la ira de la viuda de Ritchie, Gloria.
Más tarde, Carter se enfrenta al dueño del club que Ritchie administraba, el prestamista Cliff Brumby. Brumby no cree que Ritchie haya sido asesinado, pero le dice a Jack que Ritchie estaba teniendo una aventura con Geraldine, una asociada del jefe local Cyrus Paice.
Jack interroga a Paice, pero no obtiene ninguna información útil. Sigue a Paice y es llevado a Jeremy Kinnear, un rico magnate de la informática que contrató a Paice para que le buscara discretamente mujeres hermosas en las fiestas, para que pueda presentar una imagen "profesional" y limpia. Sin embargo, Paice ahora está chantajeando a Kinnear para que administre sus sitios web pornográficos. Incapaz de obtener respuestas directas, Jack examina cuidadosamente las cintas de vigilancia del club de Brumby.
Descubre que Paice produce películas porno amateur con chicas jóvenes drogadas y violadas por Eddie y Geraldine; un video muestra a Doreen como una de las víctimas. Geraldine descubrió que Doreen era la hija de Ritchie y le dio el disco de video a Ritchie, pero este fue asesinado y su cadáver fue colocado para que su muerte parezca un accidente, antes de que pudiera llevarlo a la policía.
Audrey rompe con Jack, quien le dice a Fletcher que ya no volverá a Las Vegas; McCarty y otro gánster son enviados a confrontar a Jack, quien logra evadirlos. Jack habla con Doreen sobre lo que sucedió en el video, consolándola y diciéndole que es una buena persona.
Jack emprende un camino de venganza. Geraldine llama a Jack, disculpándose por lo que le sucedió a Doreen y dice que Paice vendrá a matarla; Jack llega para encontrar el cuerpo de Geraldine. Luego se dirige al apartamento de Eddie para interrogarlo. Eddie le dice a Jack que Paice está en casa de Kinnear; Jack lo arroja del balcón a su muerte. McCarty sigue a Jack hasta el apartamento de Eddie, comenzando una persecución en automóvil; McCarty se ve obligado a abandonar la carretera, chocando violentamente y presumiblemente matando a los mafiosos. En la casa de Kinnear, Jack se enfrenta a Paice, quien afirma que Kinnear es el hombre detrás del asesinato de Ritchie. Jack intenta golpear a Paice desde atrás, pero Paice lo ve en un reflejo y se agacha. Paice luego lo golpea en el suelo mientras comenta que Ritchie peleó más que él, admitiendo así que estuvo involucrado en la muerte de su hermano. Paice se aleja y se une a algunas mujeres en la concurrida pista de baile.
Sangriento, Jack se levanta y sigue a Paice al piso de baile, diciéndole que debe terminar lo que comienza. Paice está de acuerdo; intenta golpear a Jack, pero este logra ganarle la pelea. Jack saca su pistola y la apunta directamente a la cara de Paice, pero cambia de opinión y lo deja en el suelo, ensangrentado e inconsciente.
Jack se enfrenta a Kinnear, quien dice que solo le dijo a Paice que le devolviera el disco a Ritchie, mientras le implora que a Carter que se apiade de él, y que Paice y Brumby cometieron el asesinato; Jack deja que Kinnear viva.
En un estacionamiento, Jack encuentra a Brumby intentando robar el disco de dentro de su auto. Brumby admite su participación en el asesinato, advirtiéndole a Jack que matarlo lo obligará a correr por el resto de su vida. Cuando Brumby se aleja, Jack lo llama. Brumby no se da la vuelta y Jack le dispara por la espalda.
Habiendo cometido ya su venganza, un Jack ahora afeitado se encuentra con Doreen por última vez en la tumba de Ritchie y le explica que tiene que irse por un tiempo. Después de recordarle que ella es especial, se despiden. Jack se sube a su auto y abre un mapa que conduce a Las Vegas.

## Reparto
| Actor              | Personaje      |
| ------------------ | -------------- |
| Sylvester Stallone | Jack Carter    |
| Miranda Richardson | Gloria Carter  |
| Rachael Leigh Cook | Doreen Carter  |
| Alan Cumming       | Jeremy Kinnear |
| Mickey Rourke      | Cyrus Paice    |
| John C. McGinley   | Con McCarty    |
| Michael Caine      | Cliff Brumby   |
| Rhona Mitra        | Geraldine      |
| Johnny Strong      | Eddie          |
| John Cassini       | Thorpey        |
| Mark Boone Junior  | Jim Davis      |
| Gretchen Mol       | Audrey         |
| Tom Sizemore       | Les Fletcher   |

## Recepción
La cinta cuenta con un escaso ranking aprobatorio del 11 % en el sitio especializado Rotten Tomatoes, basado en 61 reseñas. Shawn Levy de Portland Oregonian se refirió a la película de la siguiente manera: "La película no se acerca a la original, pero tampoco se puede decir que toca fondo". Kevin Thomas de Los Angeles Times afirmó que "no se trata de una película terrible", pero que "puede llegar a ser aburrida por momentos".
La película recibió nominaciones en la categoría de peor actor (Sylvester Stallone) y de peor secuela en la edición número 21 de los premios Golden Raspberry en el año 2000.